# Le Locle
Le Locle là một đô thị trong huyện Le Locle, Canton, bang Neuchatel, Tây bắc Thụy Sĩ.
Nó nằm trên dãy núi Jura, cách không xa thành phố La Chaux-de-Fonds. Đây là thành phố nhỏ thứ ba ở Thụy Sĩ (ở Thụy Sĩ phải có hơn 10.000 người mới được coi là một thành phố).
Le Locle được biết đến như một trung tâm sản xuất đồng hồ Thụy Sĩ, khiến nó trở thành thành phố của ngành công nghiệp đồng hồ, với lịch sử có niên đại từ những năm 1600. Một số nhà sản xuất nổi tiếng như Zodiac, Tissot, Ulysse Nardin, Zenith hay Universal Genève, trước khi các công ty chuyển trụ sở tới Geneva. Lịch sử về ngành công nghiệp đồng hồ được lưu giữ trong những viện bảo tàng đồng hồ hàng đầu thế giới như bảo tàng Horlogerie du Locle, lâu đài Monts, nằm trong một trang viên quốc gia trên một ngọn đồi phía bắc của thành phố .Cách trung tâm thành phố không xa về phía Tây là một hang động dưới lòng đất, ở đó có máy nghiền ngũ cốc, xưởng cưa, khai thác dầu mỏ).
Le Locle cùng với La Chaux-de-Fonds phụ thuộc chính vào ngành công nghiệp sản xuất và xuất khẩu đồng hồ. Ngành công nghiệp làm đồng hồ đã được đưa đến Le Locle vào thế kỷ 17 bởi Daniel JeanRichard, một thợ làm đồng hồ, ông đã khuyến khích người dân trong khu vực để bắt đầu sản xuất các bộ phận đồng hồ cho ông trong mùa đông. Trong thế kỷ 20 sản xuất đồng hồ trở thành ngành công nghiệp vi cơ.
Với những giá trị về lịch sử sản xuất đồng hồ, cùng với La Chaux-de-Fonds, Le Locle đã được UNESCO công nhận là di sản thế giới vào năm 2009. Khu vực được công nhận bao gồm hai thành phố nhỏ nằm gần nhau trên dãy núi Jura (ở độ cao 1.000 m (3.300 ft)). Các tòa nhà cùng xưởng sản xuất đồng hồ được xây dựng hợp lý vào đầu thế kỷ 19, sau một đám cháy khiến thành phố bị thiêu hủy, nhưng nền văn hóa sản xuất đồng hồ thì vẫn còn tồn tại từ thế kỷ 17 tới ngày nay. Quy hoạch đô thị của hai thành phố đã cung cấp quá trình chuyển đổi từ sản xuất của các nghệ nhân của một ngành công nghiệp tiểu thủ công đến tập trung nhiều nhà máy sản xuất vào thế kỷ 19, 20. Karl Marx mô tả La Chaux-de-Fonds như một "nhà máy sản xuất lớn" trong Das Kapital, ông đã phân tích phân công lao động làm đồng hồ trong ngành công nghiệp sản xuất đồng hồ ở Jura.. Cả hai là ví dụ nổi bật về mô hình mono thị trấn công nghiệp vẫn còn hoạt động và bảo quản tốt cho tới nay.

## Hình ảnh

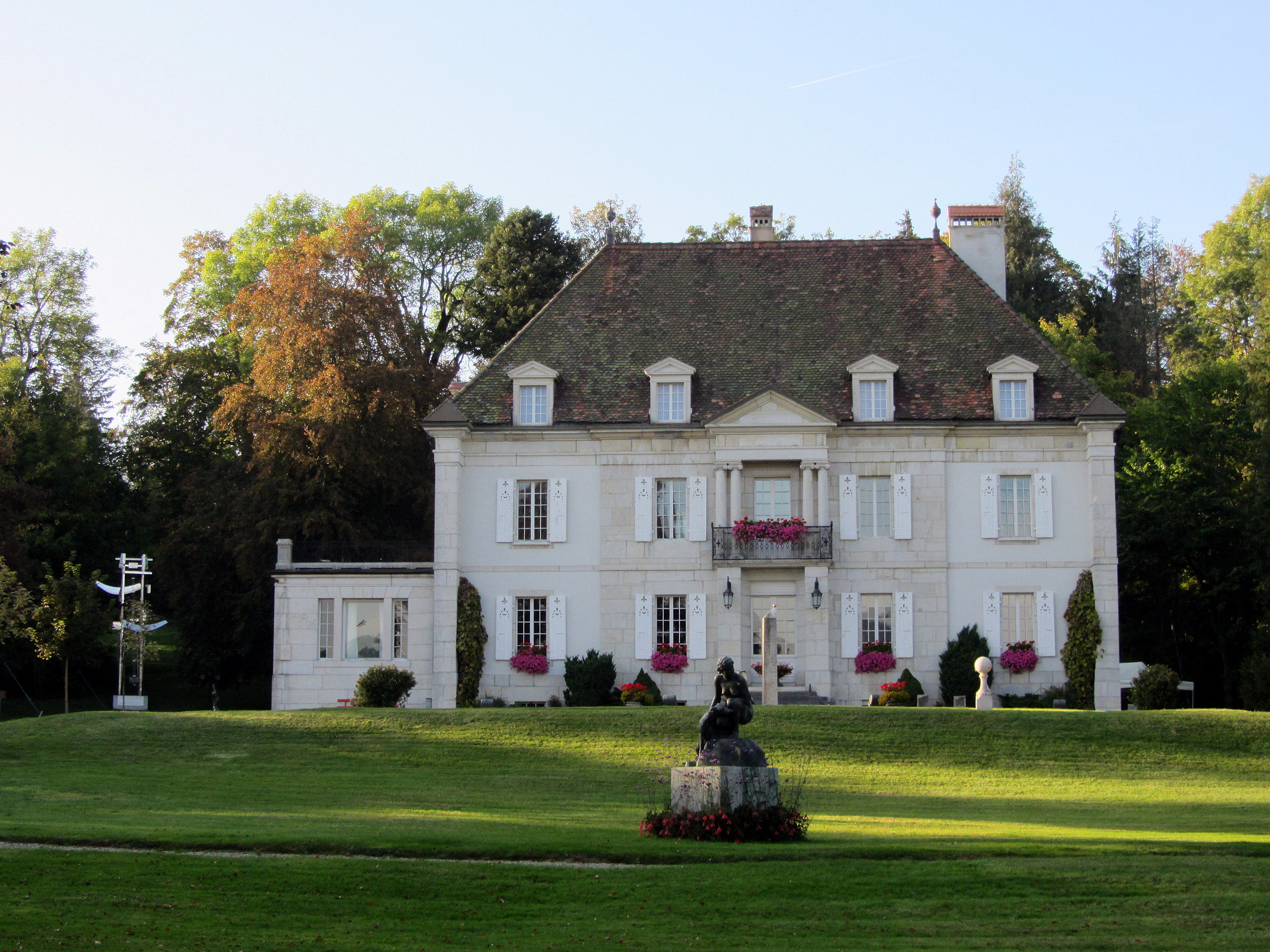
Lâu đài Monts (Château des Monts)
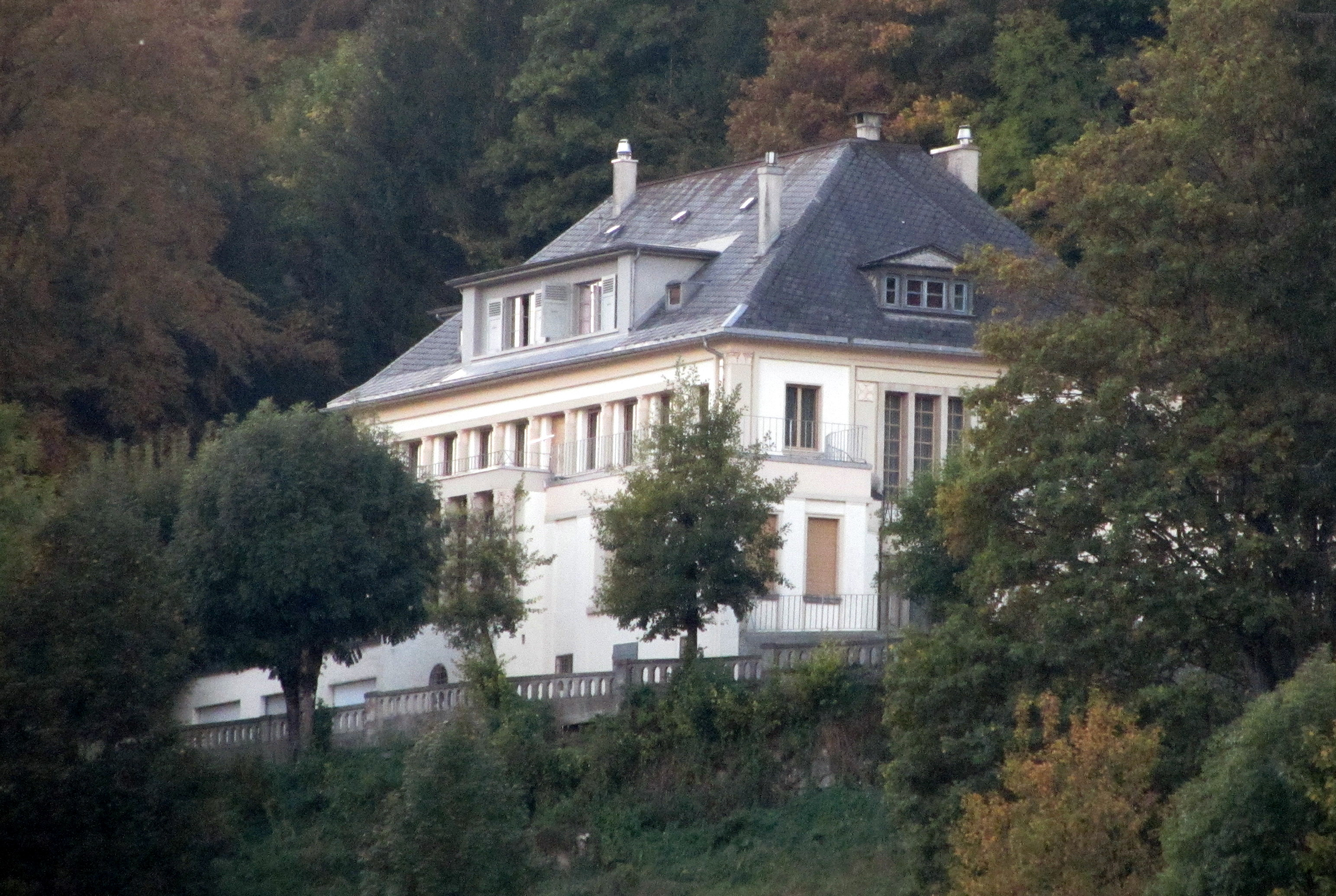
Dinh thự Favre-Jacot
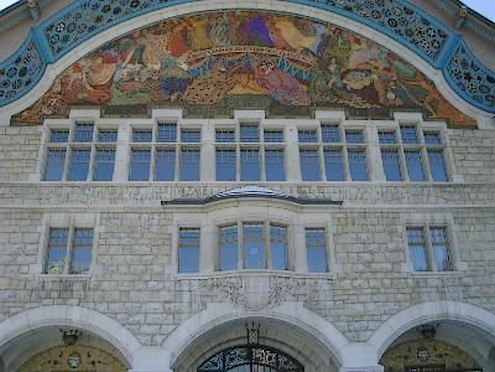
Tòa thị chính thành phố
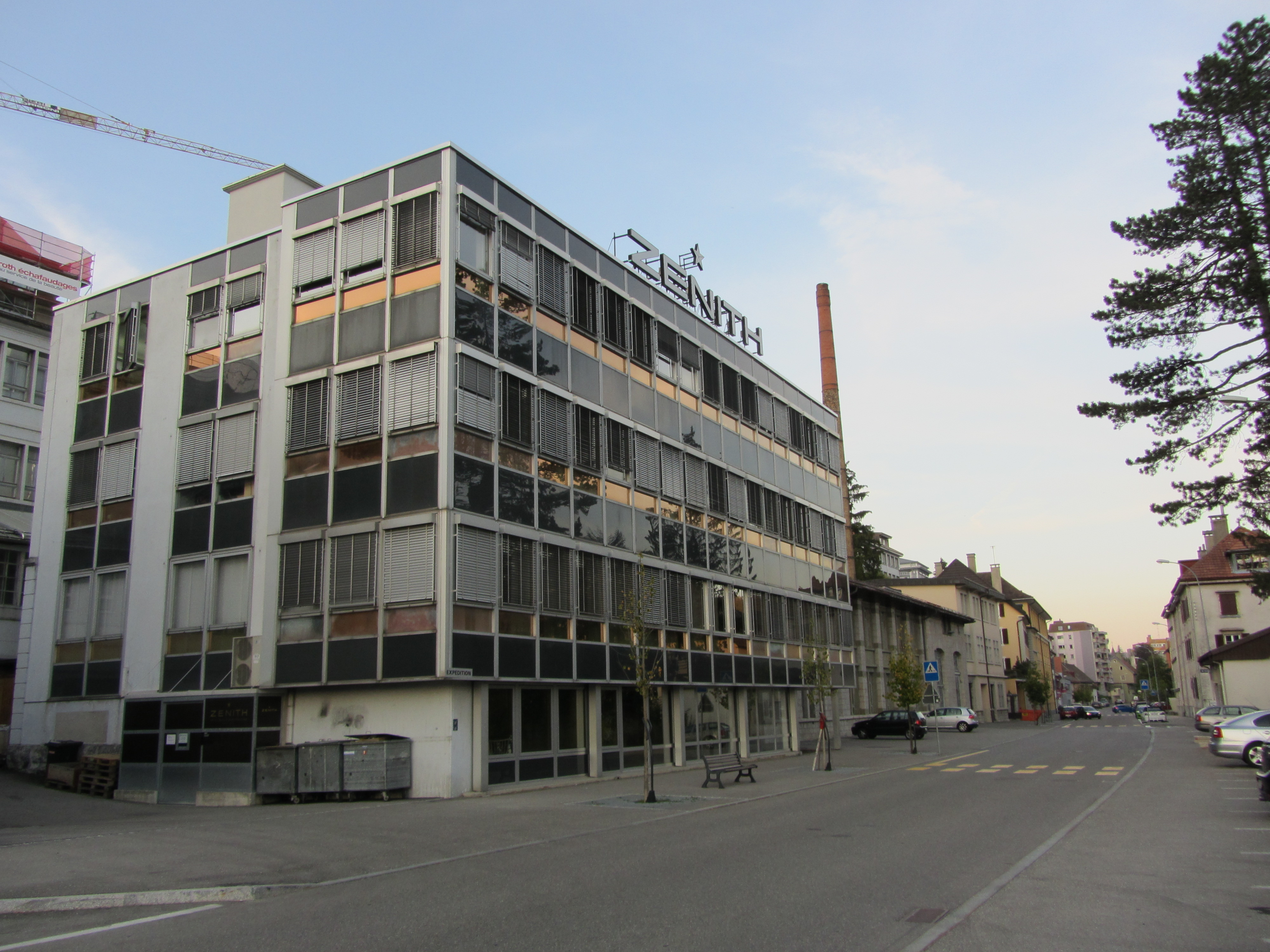
Tòa nhà của nhà sản xuất đồng hồ Zenith
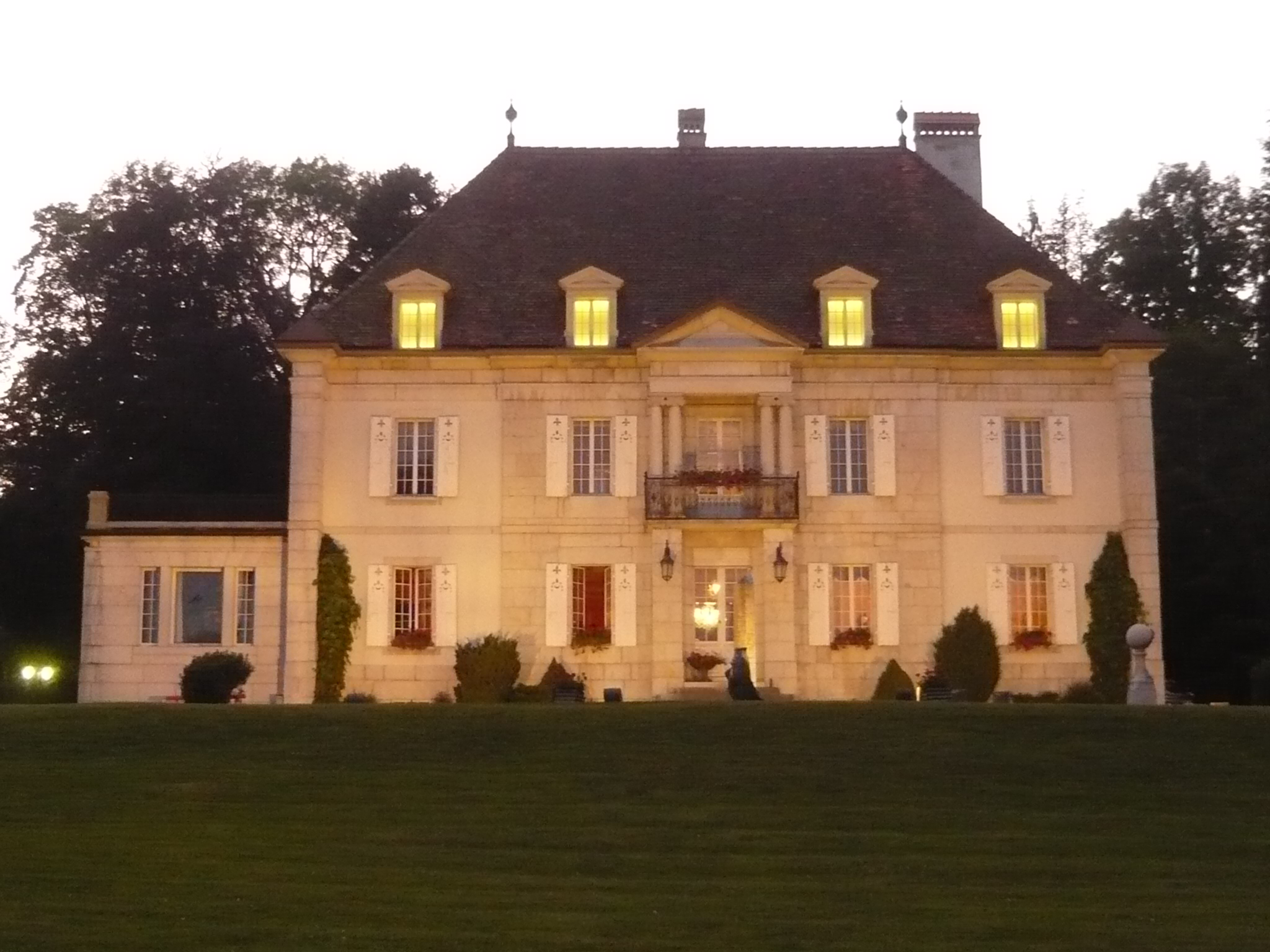
Bảo tàng đồng hồ "Château des Monts"
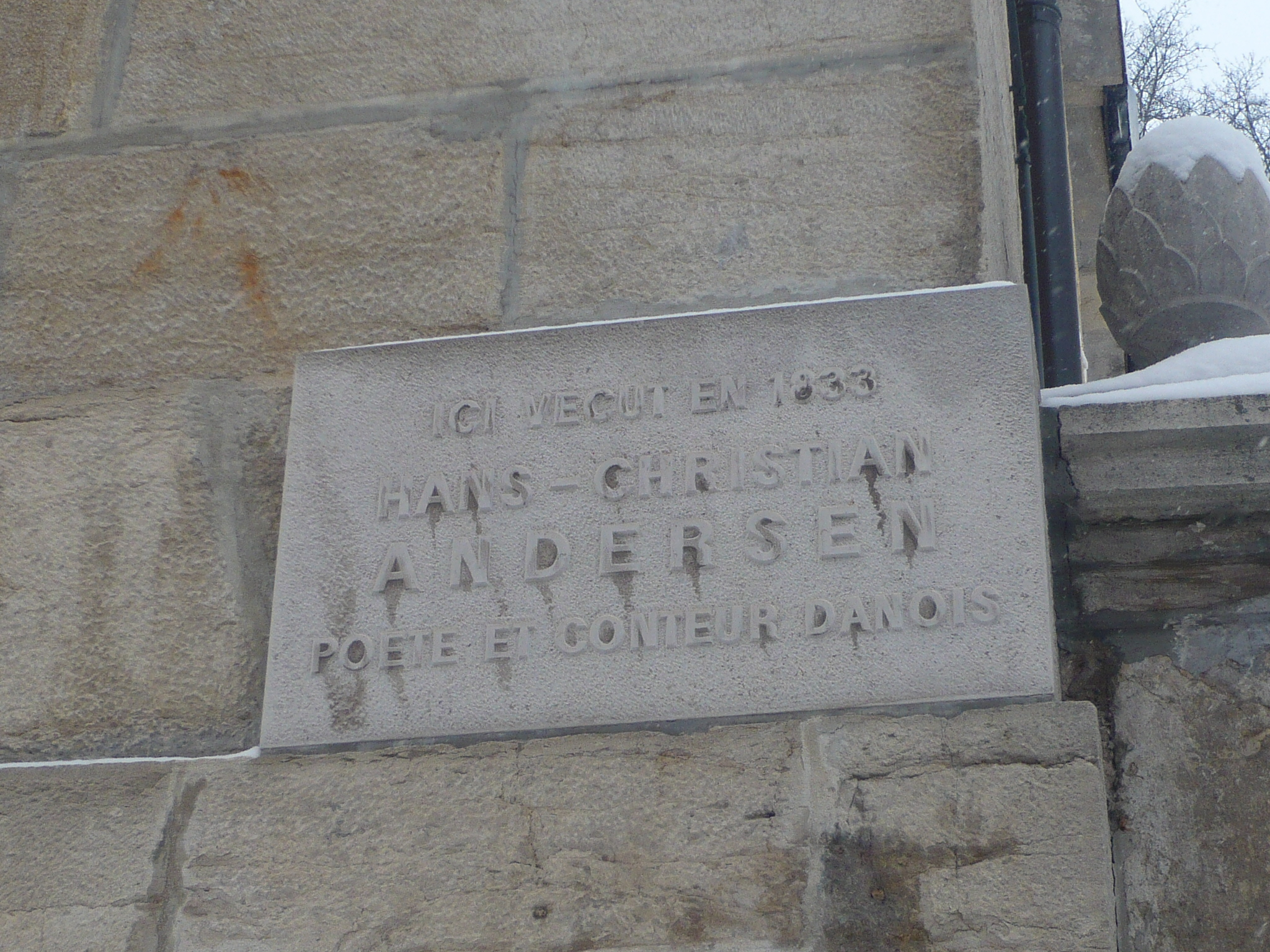
Nhà Houriet, 28 phố Crêt Vaillant